# 東水戸道路
東水戸道路（ひがしみとどうろ、英語: HIGASHI-MITO ROAD）は、国道6号のバイパスで、茨城県水戸市酒門町から水戸南インターチェンジ（IC）を経て、ひたちなかICに至る延長約12 kmの、日本の高速道路（自動車専用道路）と一般道路からなる道路。
自動車専用道路部は東日本高速道路管理の一般有料道路であり、高速自動車国道の北関東自動車道の基本計画区間を補完する役割を担う、高速自動車国道に並行する一般国道自動車専用道路。高速道路ナンバリングによる路線番号は、北関東自動車道・常陸那珂有料道路とともに「E50」が割り振られている。

## 概要
水戸市酒門町からひたちなか市部田野を結ぶ延長11.9 kmの国道6号バイパス道路で、酒門町交差点 - 水戸南IC間の一般道路1.7 km区間と、水戸南IC - ひたちなかIC間の自動車専用道路10.2 km区間からなる。自動車専用道路部分は、北関東自動車道と一体化する道路として、北関東自動車道より先行して1990年から旧建設省と旧日本道路公団によって整備が始められ開通した。酒門交差点で接続される国道50号水戸バイパスと、水戸大洗ICで接続される国道51号の両国道を直結することから、水戸市街の渋滞緩和や夏季海水浴シーズンの交通混雑緩和としての機能も併せ持つ。

### 路線データ
- 起点 : 茨城県水戸市酒門町（酒門町交差点）
- 終点 : 茨城県ひたちなか市部田野（ひたちなかIC）
- 延長 : 11.9 km[3]
  - 一般道路部 : 1.7 km（水戸市酒門町 - 同市元石川町）[3]
  - 自動車専用道路部 : 10.2 km（水戸市元石川町 - ひたちなか市部田野）[3]
- 車線 : 4車線[3]

## インターチェンジなど
- 全区間茨城県内に所在。
- IC番号欄の背景色が■（有料部）・■（一般部）である部分については道路が供用済みの区間を示している。

### 一般道路
- 全区間水戸市内に所在。

| IC 番号 | 施設名             | 接続路線名                                                                    | 起点 から (km) | 備考 |
| ------- | ------------------ | ----------------------------------------------------------------------------- | -------------- | ---- |
|         | 酒門町交差点       | 国道6号（水戸バイパス） 国道50号（水戸バイパス）                              | 0.0            |      |
|         | 酒門東交差点       |                                                                               |                |      |
|         | けやき台入口交差点 |                                                                               |                |      |
|         | けやき台中央交差点 |                                                                               |                |      |
| 17      | 水戸南IC           | 国道6号（東水戸道路専用部）、E50 北関東自動車道 市道酒門158号線（中石崎方面） | 1.7            |      |

### 自動車専用道路
- IC番号・キロポストは北関東自動車道からの連番になっている。

| IC 番号                                         | 施設名                        | 接続路線名                                                | 水戸南 から (km) | 栃木都賀 から (km) | 所在地       |
| ----------------------------------------------- | ----------------------------- | --------------------------------------------------------- | ---------------- | ------------------ | ------------ |
| E50 北関東自動車道 友部・宇都宮上三川・高崎方面 |                               |                                                           |                  |                    |              |
| 17                                              | 水戸南IC                      | 国道6号（東水戸道路一般部） 市道酒門158号線（中石崎方面） | 0.0              | 80.6               | 水戸市       |
| 18                                              | 水戸大洗IC                    | 国道51号                                                  | 5.5              | 86.1               | 水戸市       |
| 19                                              | ひたちなか料金所 ひたちなかIC | 国道245号                                                 | 10.2             | 90.8               | ひたちなか市 |
| E50 常陸那珂有料道路 常陸那珂港方面             |                               |                                                           |                  |                    |              |

## 沿革
- 1996年（平成8年）12月2日 : 水戸南IC - 水戸大洗IC開通[3]。
- 1999年（平成11年）7月22日 : 水戸大洗IC - ひたちなかIC開通により全線開通。
- 2010年（平成22年）
  - 2月2日 : 全線が無料化社会実験の対象区間に指定される。
  - 6月28日 : 無料化社会実験開始。
- 2011年（平成23年）6月19日 : 無料化社会実験終了。

## 車線・最高速度
| 区間                        | 車線 上下線=西行き+東行き | 最低速度 | 最高速度              | 最高速度       |
| 区間                        | 車線 上下線=西行き+東行き | 最低速度 | 大型貨物等 三輪・牽引 | 左記を除く車両 |
| --------------------------- | ------------------------- | -------- | --------------------- | -------------- |
| 水戸南IC - ひたちなかTB     | 4=2+2                     | 50 km/h  | 80 km/h               | 100 km/h       |
| ひたちなかTB - ひたちなかIC | 4=2+2                     | （なし） | 80 km/h               | 80 km/h        |

自動車専用道路のため、最低速度と大貨等・三輪・牽引の最高速度とそれ以外の車種の最高速度の各標識が3つ連なって設置されている。

## 交通量
24時間交通量（台）　道路交通センサス
| 区間                      | 平成17（2005）年度 | 平成22（2010）年度 | 平成27（2015）年度 |
| ------------------------- | ------------------ | ------------------ | ------------------ |
| 水戸南IC - 水戸大洗IC     | 6,843              | 20,293             | 11,818             |
| 水戸大洗IC - ひたちなかIC | 5,168              | 16,495             | 9,194              |

（出典：「平成22年度道路交通センサス」・「平成27年度全国道路・街路交通情勢調査」（国土交通省ホームページ）より一部データを抜粋して作成）
- 平成22年度の調査期間中において全線では、高速道路無料化社会実験が行われていた。

- 令和2年度に実施予定だった交通量調査は、新型コロナウイルスの影響で延期された[4]。

## 渋滞
土日と祝日の午前中は、東茨城郡大洗町に向かう行楽客で水戸大洗ICを先頭に、また、ひたちなか市に向かう行楽客でひたちなかICを先頭に数kmも渋滞する。